# Герц (единица измерения)
Герц (русское обозначение: Гц, международное обозначение: Hz) — единица частоты периодических процессов (например, колебаний) в Международной системе единиц (СИ) а также в системах единиц СГС и МКГСС. Герц — производная единица, имеющая специальные наименование и обозначение. Через основные единицы СИ герц выражается следующим образом:
 1 Гц = 1 с−1.
1 Гц означает одно исполнение (реализацию) такого процесса за одну секунду, другими словами — одно колебание в секунду. Например, 10 Гц — это десять исполнений такого процесса, или десять колебаний за одну секунду.
В соответствии с общими правилами написания единиц измерения СИ, названных по имени учёных, полное наименование единицы герц пишется со строчной буквы, а её сокращённое обозначение — с заглавной.

## История
Единица названа в честь немецкого учёного-физика XIX века Генриха Герца, который внёс важный вклад в развитие электродинамики. Название было учреждено Международной электротехнической комиссией (МЭК) в 1930 году. В 1960 году XI Генеральной конференцией по мерам и весам вместе с учреждением СИ это название было принято для единицы частоты в СИ.

## Кратные и дольные единицы
Десятичные кратные и дольные единицы образуют с помощью стандартных приставок СИ.
| Кратные                                                                                                | Кратные    | Кратные     | Кратные     | Дольные  | Дольные    | Дольные     | Дольные     |
| величина                                                                                               | название   | обозначение | обозначение | величина | название   | обозначение | обозначение |
| --- | ---------- | ----------- | ----------- | -------- | ---------- | ----------- | ----------- |
| 101 Гц                                                                                                 | декагерц   | даГц        | daHz        | 10−1 Гц  | децигерц   | дГц         | dHz         |
| 102 Гц                                                                                                 | гектогерц  | гГц         | hHz         | 10−2 Гц  | сантигерц  | сГц         | cHz         |
| 103 Гц                                                                                                 | килогерц   | кГц         | kHz         | 10−3 Гц  | миллигерц  | мГц         | mHz         |
| 106 Гц                                                                                                 | мегагерц   | МГц         | MHz         | 10−6 Гц  | микрогерц  | мкГц        | µHz         |
| 109 Гц                                                                                                 | гигагерц   | ГГц         | GHz         | 10−9 Гц  | наногерц   | нГц         | nHz         |
| 1012 Гц                                                                                                | терагерц   | ТГц         | THz         | 10−12 Гц | пикогерц   | пГц         | pHz         |
| 1015 Гц                                                                                                | петагерц   | ПГц         | PHz         | 10−15 Гц | фемтогерц  | фГц         | fHz         |
| 1018 Гц                                                                                                | эксагерц   | ЭГц         | EHz         | 10−18 Гц | аттогерц   | аГц         | aHz         |
| 1021 Гц                                                                                                | зеттагерц  | ЗГц         | ZHz         | 10−21 Гц | зептогерц  | зГц         | zHz         |
| 1024 Гц                                                                                                | йоттагерц  | ИГц         | YHz         | 10−24 Гц | иоктогерц  | иГц         | yHz         |
| 1027 Гц                                                                                                | роннагерц  | РнГц        | RHz         | 10−27 Гц | ронтогерц  | рнГц        | rHz         |
| 1030 Гц                                                                                                | кветтагерц | КвГц        | QHz         | 10−30 Гц | квектогерц | квГц        | qHz         |
| рекомендовано к применению применять не рекомендуется не применяются или редко применяются на практике |            |             |             |          |            |             |             |

## Герц и беккерель
Кроме герца в СИ существует ещё одна производная единица, равная секунде в минус первой степени (1/с), а именно беккерель. Существование двух равных единиц, имеющих различные названия, связано с различием сфер их применения: герц используется только для периодических процессов, а беккерель — только для случайных процессов распада радионуклидов. Хотя использовать обратные секунды в обоих случаях было бы формально правильно, рекомендуется использовать единицы с различными названиями, поскольку различие названий единиц подчёркивает различие природы соответствующих физических величин.

## Символы Юникода
| Обозначения в Юникоде. | Обозначения в Юникоде. | Обозначения в Юникоде. |
| ---------------------- | ---------------------- | ---------------------- |
| Символ                 | Название               | Номер Юникода          |
| ㎐                     | Герц (Square HZ)       | U+3390                 |
| ㎑                     | Килогерц (Square KHZ)  | U+3391                 |
| ㎒                     | Мегагерц (Square MHZ)  | U+3392                 |
| ㎓                     | Гигагерц (Square GHZ)  | U+3393                 |
| ㎔                     | Терагерц (Square THZ)  | U+3394                 |

## Примеры
- Диапазон частот звуковых колебаний, которые способен слышать человек, лежит в пределах от 20 Гц до 20 кГц.
- Сердце человека в спокойном состоянии бьётся с частотой приблизительно 1 Гц (примечательно, что Herz в переводе с немецкого означает «сердце», и фамилия самого Герца пишется схожим образом — Hertz).
- Частота ноты ля первой октавы по международному стандарту составляет 440 Гц. Эта частота является основной частотой камертона (нота ля первой октавы является эталонной для настройки музыкальных инструментов). При этом нередко применяется и другая настройка для ноты ля, как выше, так и ниже частоты 440 Гц.
- Частоты колебаний электромагнитного поля, воспринимаемого человеком как видимое излучение (свет), лежат в диапазоне от 390 до 790 ТГц.
- Частота электромагнитного излучения, используемого в микроволновых печах для нагрева продуктов, обычно равна 2,45 ГГц.
- Земля вращается вокруг Солнца с частотой около 33 нГц
- Солнечная система вращается вокруг галактического центра с частотой около 130 аГц.
- «Битва за гигагерц» — к концу 1999 года тактовые частоты процессоров, выпускаемых компаниями Intel и AMD, вплотную приблизились к отметке 1 ГГц. Первенство в покорении этой частоты означало серьёзное превосходство над конкурентом, поэтому компании прикладывали значительные усилия для преодоления гигагерцового рубежа.